# Elizabeth Berridge (baronne Berridge)
Pour les articles homonymes, voir Elizabeth Berridge et Berridge.
Elizabeth Rose Berridge (née le 22 mars 1972) est une femme politique britannique conservatrice, membre de la Chambre des lords.

## Biographie
Née dans le comté de Rutland, Elizabeth Rose Berridge fréquente le Vale of Catmose College et le Rutland College à Oakham. Elle étudie ensuite le droit à l'Emmanuel College de Cambridge et suit une formation d'avocate à l'Inns of Court School of Law de Londres. Elle est avocate avant d'être nommée directrice exécutive de la Christian Conservative Fellowship en 2006. 
Elle s'est présentée à Stockport pour les conservateurs aux élections générales de 2005. 
La baronne Berridge fait également partie du conseil consultatif de la Fondation pour les secours et la réconciliation au Moyen-Orient, qui soutient le travail du chanoine Andrew White, le « vicaire de Bagdad ». 
Elle est membre fondatrice et membre du comité directeur du Panel international de parlementaires pour la liberté de religion ou de conviction (International Panel of Parliamentarians for Freedom of Religion or Belief, IPPFoRB).

## Chambre des Lords
Le 18 janvier 2011, elle est nommée pair à vie en tant que baronne Berridge de The Vale of Catmose, dans le comté de Rutland, et elle est présentée à la Chambre des lords le 20 janvier 2011 où elle siège sur les bancs conservateurs. Née en 1972, elle est alors la deuxième plus jeune femme membre de la Chambre des lords, après la baronne Lane-Fox de Soho. 
Elle a été coprésidente du Groupe parlementaire interpartis pour la liberté internationale de religion ou de conviction. 
La baronne Berridge est nommée sous-secrétaire d'État parlementaire pour le système scolaire au ministère de l'Éducation, et sous-secrétaire d'État parlementaire pour les femmes au ministère du Commerce international, par le Premier ministre Boris Johnson en février 2020. Elle quitte le gouvernement lors du remaniement ministériel du 17 septembre 2021. 

## Défenseure de la liberté de religion ou de conviction
En 2014, la baronne Berridge est membre fondatrice du Panel international de parlementaires pour la liberté de religion ou de conviction (IPPFoRB) et fait partie de son premier comité directeur.
En 2015, elle devient également Codirectrice de l'Initiative du Commonwealth pour la liberté de religion ou de conviction (CIFoRB), un projet qui permet aux parlementaires d'aborder les questions de liberté religieuse par l'éducation, la recherche et la défense des droits.

## Distinctions
Le 5 octobre 2017, la baronne Berridge a reçu le Prix international de la liberté religieuse 2017 de l'International Center for Law and Religion Studies (Centre international d'études juridiques et religieuses) et de la J.Reuben Clark Law Society. 